# Cyngen ap Cadell
Cyngen ap Cadell (Cyngen hijo de Cadell), también llamado Concenn fue rey de Powys desde 808 hasta su muerte durante un peregrinaje a Roma en 855.

## Biografía
Cyngen pertenecía a la línea sucesoria de Brochwel Ysgithrog. Tras un largo reinado en Powys peregrinó a Roma, donde murió en 855. Se le considera el primer gobernante galés que visitó Roma tras la resolución de la disputa entre la sede romana y la rama galesa de la Iglesia Celta acerca de la fecha de la Pascua.
Cyngen levantó en Llantysilio, cerca de donde luego se ubicaría la abadía de Valle Crucis, un monumento en forma de cruz celta en memoria de su bisabuelo Elisedd ap Gwylog. Este monumento, conocido como Pilar de Eliseg, incluía largas inscripciones que citaban a individuos mencionados en la Historia Brittonum, a la que complementa.
Cyngen fue el último de la línea original de reyes de Powys. Aunque tuvo varios hijos, a su muerte Powys resultó anexionado por Rhodri Mawr, gobernante de Gwynedd.
Cyngen tuvo los siguientes hijos:
- Elisedd ap Cyngen
- Ieuaf ap Cyngen
- Aeddan ap Cyngen
- Gruffydd ap Cyngen